# Amtsgericht Mallersdorf
Das Amtsgericht Mallersdorf war ein von 1879 bis 1973 bestehendes bayerisches Gericht der ordentlichen Gerichtsbarkeit mit Sitz in dem heute zur Gemeinde Mallersdorf-Pfaffenberg zählenden Ort Mallersdorf.

## Geschichte
Mit Inkrafttreten des Gerichtsverfassungsgesetzes in Bayern wurde am 1. Oktober 1879 kam es zur Errichtung eines Amtsgerichts in Mallersdorf, dessen Sprengel deckungsgleich mit dem vorherigen Landgerichtsbezirk Mallersdorf war.
Es umfasste somit die damaligen Gemeinden Allkofen, Asbach, Ascholtshausen, Bayerbach bei Ergoldsbach, Buchhausen, Eggmühl, Eitting, Feuchten, Geiselhöring, Gerabach, Grafentraubach, Graßlfing, Greilsberg, Greißing, Haader, Hadersbach, Haimelkofen, Haindling, Hainsbach, Hirschling, Hofkirchen, Holztraubach, Inkofen, Laberweinting, Langenhettenbach, Mallersdorf, Mannsdorf, Martinsbuch, Mühlhausen, Neufahrn in Niederbayern, Niederlindhart, Oberdeggenbach, Oberellenbach, Oberhaselbach, Oberlindhart, Osterham, Penk, Pfaffenberg, Pinkofen, Pullach, Sallach, Schierling, Süßkofen, Unterlaichling, Upfkofen, Wallkofen, Weichs, Winklsaß und Zaitzkofen umfasste.
Am 1. Januar 1891 vergrößerte sich der Amtsgerichtsbezirk Mallersdorf noch um die vorher zum Amtsgericht Rottenburg an der Laaber gehörenden Orte Ergoldsbach und Prinkofen.
Die nächsthöhere Instanz war bis zum 1. April 1932 das Landgericht Straubing, danach das Landgericht Landshut.
Als das Gesetz über die Organisation der ordentlichen Gerichte im Freistaat Bayern (GerOrgG) am 1. Juli 1973 in Kraft trat, wurde das Amtsgericht Mallersdorf aufgehoben und sein Bezirk wie folgt aufgeteilt:
- Bayerbach bei Ergoldsbach, Ergoldsbach, Greilsberg, Langenhettenbach, Neufahrn in Niederbayern, Prinkofen und Winklsaß kamen als nunmehriger Bestandteil des Landkreises Landshut zum Amtsgericht Landshut;
- Allkofen, Eitting, Geiselhöring, Grafentraubach, Graßlfing, Greißing, Haader, Hadersbach, Haindling, Hainsbach, Hirschling, Hofkirchen, Laberweinting, Mallersdorf, Niederlindhart, Oberhaselbach, Pfaffenberg, Sallach, Upfkofen, Wallkofen und Weichs wurden, da nun zum Landkreis Straubing-Bogen zählend, dem Amtsgericht Straubing zugewiesen;
- Martinsbuch, Mühlhausen und Süßkofen gingen als Teil des neuen Landkreises Dingolfing-Landau ans Amtsgericht Landau an der Isar;
- Buchhausen, Eggmühl, Inkofen, Mannsdorf, Oberdeggenbach, Pinkofen, Schierling, Unterlaichling und Zaitzkofen wurden nach der Eingliederung in den Landkreis Regensburg auch dem Amtsgericht Regensburg zugeteilt.